# Kanton Saint-Brieuc-Sud
Der Kanton Saint-Brieuc-Sud war bis 2015 ein französischer Wahlkreis im Arrondissement Saint-Brieuc im Département Côtes-d’Armor und in der Region Bretagne. Er umfasste die Viertel Sainte-Thérèse, Gouédic, Beauvallon und La Croix Saint-Lambert der Stadt Saint-Brieuc.

## Bevölkerungsentwicklung
| 1990   | 1999   | 2006   | 2012   |
| ------ | ------ | ------ | ------ |
| 14.405 | 15.409 | 15.529 | 15.019 |